# Germanie

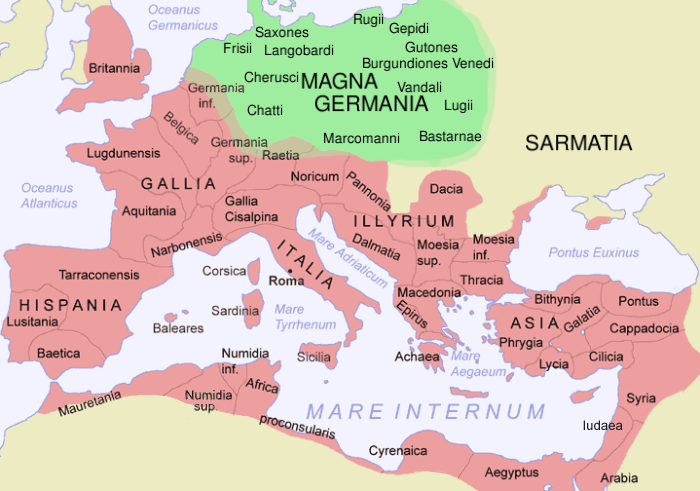
Rozmieszczenie plemion germańskich na przełomie er

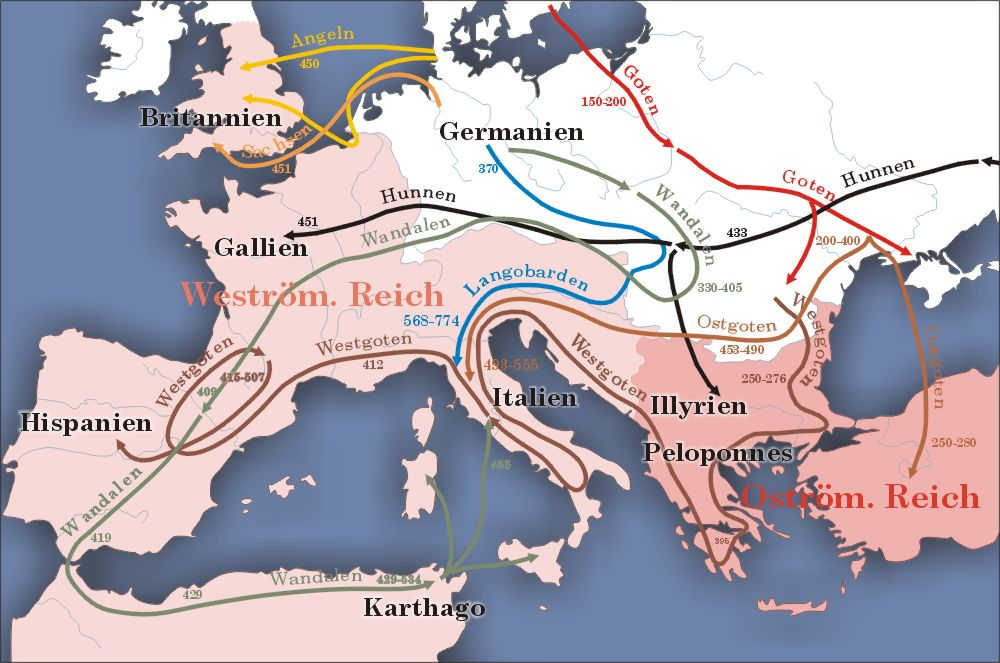
Wędrówki Germanów w Europie

Germanie (łac. Germani), in. Germanowie – odłam Indoeuropejczyków żyjący w północnej i środkowo-północnej Europie, na północ od ludów celtyckich. Posługują się językami germańskimi.
Germanami przyjęło się nazywać grupę ludów z indoeuropejskiej rodziny językowej. Praojczyzną tych ludów jest obszar dzisiejszej Danii, południowej Skandynawii i Szlezwiku. Nazwy Germanie po raz pierwszy użył Poseidonios, a w ślad za nim Juliusz Cezar.
Dzisiejsi Niemcy należą do grupy Germanów Zachodnich (obok Północnych czyli Skandynawów i Wschodnich, czyli dzisiaj już wtopionych w inne ludy Wandalów, Burgundów, Gotów czy Lugiów). Germanie Zachodni, dzielący się geograficznie na Germanów Reńskich, Wezerskich, Północnomorskich i Łabskich, to przodkowie dzisiejszych Niemców, Holendrów i Anglików.
Starożytni podzielili ich na trzy grupy: Ingweonów – przodkowie Sasów, czyli Niemców z północy (do których zalicza się też Holendrów), Anglików, Istweonów – mieszkańców obszaru nadreńskiego oraz Herminionów – mieszkańców obszaru Łaby, czyli tych najdalej oddalonych od państwa rzymskiego (tzw. ludzie kraju pszczół – skąd miał pochodzić najlepszy miód). Podział ten wiązał się z legendą o praojcu Germanów Mannusie i jego trzech synach. Do grupy tej należeli ci, którzy w czasach późniejszych, tzw. wędrówek ludów, pomaszerowali na zachód i stali się np. dzisiejszymi Francuzami i mieszkańcami środkowych Niemiec jak Frankowie czy Cheruskowie, którzy się wtopili później w Sasów.

## Historia
W epoce brązu zamieszkiwali tereny Skandynawii, Jutlandii i niewielkiej części pn.-zach. współczesnych Niemiec. Według Tacyta (I w. n.e.) Germanie dzielili się na Ingewonów, Hermionów i Istewonów, wymienia też Swebów (Swewów), Wandalów, Chattów, Fryzów, Chauków i Cherusków, Semnonów (prawdopodobnie podgrupa Swebów) i Longobardów (również zaliczanych do plemienia Swebów), Anglów, Hermundurów, Markomanów, Kwadów, Bastarnów, Gotów, Gepidów, Swinonów i Sytonów.
Najazd Hunów w V wieku n.e. spowodował, że część tych ludów przesunęła się na zachód. Ci co pozostali, szybko ulegli slawizacji, wobec nowej inwazji która przyszła po upadku Hunów. Według teorii allochtonicznej Słowianie pojawili się we wschodniej części Germanii i na terytorium późniejszych Niemiec, około VII wieku n.e.
W VI i VII w. zachodnia część Germanii została podbita i włączona do państwa Franków. Za panowania syna Karola Ludwika Pobożnego powstawały ośrodki separatystyczne w Germanii. W wyniku wojny imperium zostało podzielone na 3 części (traktat w Verdun 843), wschodnia to późniejsze Niemcy.

## Organizacja
Początkowo Germanie byli zorganizowani w grupy rodzinno-plemienne. We wczesnym średniowieczu zaczęli wybierać wojskowych naczelników, wywodzących się z najznakomitszego rodu. Stanowisko nie było dziedziczne. Wódz sprawował władzę dożywotnio. Tylko jeden z wodzów germańskich wsławił się niechlubną tyranią w stosunku do innych Germanów – Marbod z plemienia Markomanów. Przeprowadził swoich wojowników na terytorium dzisiejszych Czech, a następnie podbił Semnonów, Longobardów i przypuszczalnie Lugiów. W 17 roku n.e. uległ jednak Cheruskom, którzy zmusili go do ucieczki na ziemie cesarstwa rzymskiego.

## Wyznanie
Germanie byli do V wieku poganami, wcześniejszej chrystianizacji uległy tylko te ludy, które znalazły się w orbicie wpływów cesarstwa rzymskiego. Przyjmowały one chrześcijaństwo wyznania ariańskiego. Pierwszym ludem germańskim, który przyjął katolicyzm, byli Frankowie Saliccy Chlodwiga. Do katolicyzacji pozostałych plemion przyczyniła się ekspansja blisko związanego z papiestwem imperium frankijskiego Karolingów. Najpóźniej schrystianizowani zostali Sasi (VIII wiek), Anglowie (VII wiek) i Germanie skandynawscy (X wiek).

## Zagadnienia genetyczne

Rozmieszczenie haplogrup Y-DNA najczęściej spotykanych wśród ludów germańskich
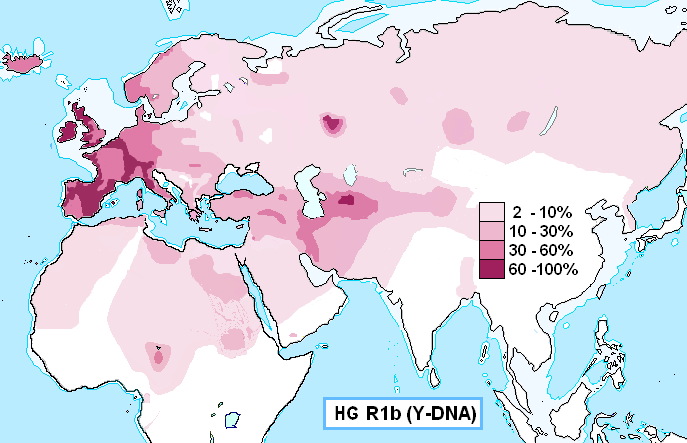
R-M269 (R1b)
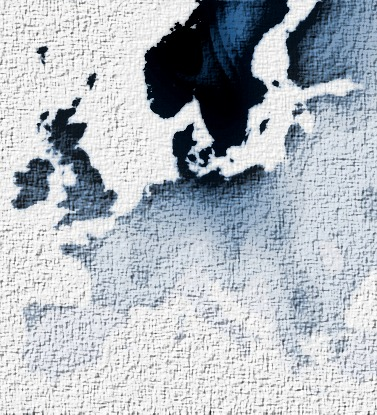
I-M253 (I1)
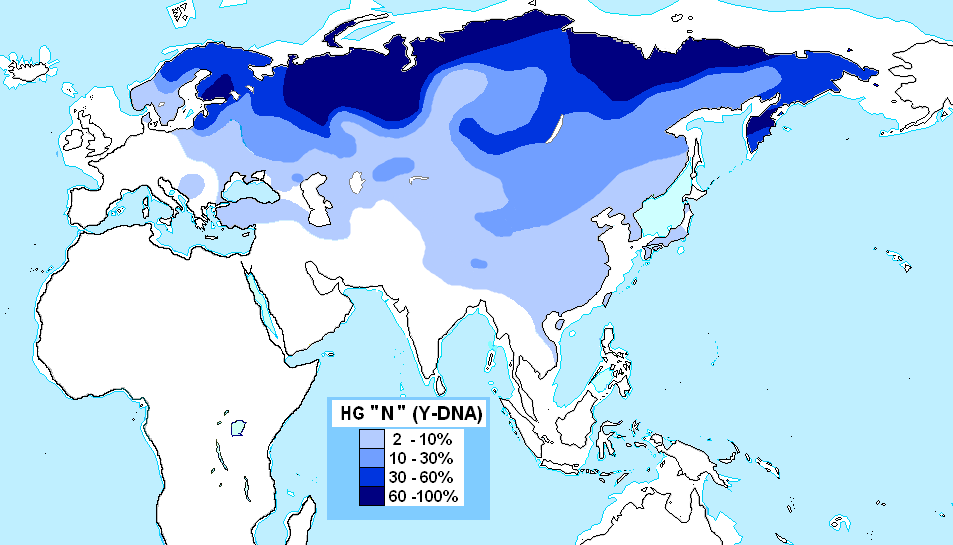
N-M231 (N)